# 三越左千夫
三越 左千夫（みつこし さちお、1916年〈大正5年〉8月24日 - 1992年〈平成4年〉4月13日）は、日本の詩人、児童文学作家。本名は三津越幸助（みつこし こうすけ）。千葉県香取郡大倉村（現：香取市）出身。
昭和20年頃より神保光太郎、高橋新吉、山之口貘らと交流があり、戦後現代詩の書き手の1人として活動。1950年に江口榛一と童謡詩誌『キツツキ』を創刊。詩誌『薔薇科』などに同人として参加。また、NHKのプロデューサーであった三枝健剛（三枝嘉雄）と知り合い、ラジオ番組の台本の執筆の他、『音楽夢くらべ』という番組の詩の選と補選を十数年担当した。
主な詩集に『柘榴の花』『夜の鶴』、童話集に『あの町この町、日が暮れる』『ぼくはねこじゃない』『かあさんかあさん』などがある。1997年に日本児童文学者協会により少年詩の振興のための三越左千夫少年詩賞が創設された

## 経歴
1916年（大正5年）、千葉県香取郡大倉村（現：香取市）に生まれる。1931年（昭和6年）、大倉尋常小学校高等科を卒業後、叔母を頼り上京するが脚気にかかり帰郷する。この頃、治療先の医師や叔父のすすめによりクリスチャンとなる。1932年（昭和7年）、再び上京、叔父の世話で芝浦製作所に入社し、社内の工学校で学ぶ。1934年、芝浦工業専修学校の3年に編入、この頃より作家・詩人を目指していたため、叔父・叔母の元を離れる。1935年（昭和10年）、日本大学芸術学部に入学する。1936年（昭和11年）、徴兵検査を受け第二乙種合格、1938年（昭和13年）7月に応召され、12月には中支戦線へ送られる。1940年（昭和15年）、日本に帰国、召集は解除される。
1941年（昭和16年）、第1詩集『架砲を撫す』を刊行する。1942年（昭和17年）、芝浦製作所を退社し、市立市川商業の国語教師となる。1944年（昭和19年）7月に応召され、台湾の石頭営に駐屯する。1946年（昭和21年）3月に復員、市川商業に残ることは辞退した。
1946年8月、左千夫の編集による雑誌『新少女』創刊号が刊行される。12月、第2詩集『柘榴の花』を刊行。1947年（昭和22年）12月下旬、大腿骨骨折の怪我をして翌年の5月下旬まで入院する。1948年（昭和23年）1月、『新少女』を改題した『花苑』新春号が刊行される。1949年（昭和24年）10月、左千夫の編集による雑誌『抒情詩人』創刊号が刊行される。
1950年（昭和25年）、左千夫編集、江口榛一発行の『キツツキ』（第1次）創刊号を刊行。1954年（昭和29年）、左千夫編集発行による『キツツキ』（第2次）創刊号を刊行。1964年（昭和39年）、『きつつき』（第3次）創刊号を刊行。『キツツキ』同人には、新川和江、まどみちお、佐藤義美などがいた。
1992年（平成4年）4月13日、入院加療中の千葉県立佐原病院で胃がんのため死去。75歳没。

## 没後
- 1994年（平成6年）、左千夫の弟により『三越左千夫全詩集』がまとめられ、翌年日本童謡協会賞特別賞に選ばれる[16]。
- 1995年（平成7年）、大倉の左千夫の生家の近くに詩碑が建立され除幕式が行われる[16]。なお、左千夫の生家は「三越左千夫資料室」となっているが、2015年時点では公開されていない[17]。
- 1997年（平成9年）、遺族からの委託を受け、日本児童文学者協会により少年詩の振興のための三越左千夫少年詩賞が創設される[2]。

## 主な著書
- 『柘榴の花』金港堂、1947年、全国書誌番号:61009522
- 『夜の鶴』薔薇科社、1954年、全国書誌番号:55013744
- 『あの町この町日が暮れる』国士社、1971年、全国書誌番号:45001605
- 『ぼくはねこじゃない』国土社、1972年、全国書誌番号:45003365
- 『かあさんかあさん』国土社、1975年、全国書誌番号:45001961
- 『三越左千夫全詩集』国土社、1994年、全国書誌番号:95045848
- 『新版 三越左千夫全詩集』アテネ社、1997年、全国書誌番号:98054850
- 『どこかへ行きたい : 三越左千夫少年詩集』岩崎書店、1997年、ISBN 4-265-04058-6
- 『せかいでいちばん大きなかがみ : 三越左千夫詩集』銀の鈴社、2001年、ISBN 4-87786-151-3
- 『かあさんかあさん』国土社、2003年、ISBN 4-337-24761-0